# Ischalis fortinata
Ischalis fortinata är en fjärilsart som beskrevs av Achille Guenée 1868. Ischalis fortinata ingår i släktet Ischalis och familjen mätare. Inga underarter finns listade i Catalogue of Life.